# Egentliga öronråttor
Egentliga öronråttor (Otomys) är ett släkte av däggdjur. Otomys ingår i familjen råttdjur.
Det vetenskapliga släktnamnet är bildat av de gammalgrekiska orden otos (öra) och mys (mus). Det syftar på arternas stora öron.

## Beskrivning
Dessa gnagare förekommer i Afrika och där främst i kontinentens östra och södra delar. De vistas i träskmarker, gräsmarker, savanner, buskskogar och bergsängar.
Individerna når en kroppslängd (huvud och bål) av 12 till 22 cm, en svanslängd av 6 till 15 cm och en vikt mellan 60 och 255 gram. Pälsen är oftast tjock. På ovansidan är den vanligen brunaktig medan bukens färg är ljusgrå, ljusbrun till vitaktig. Även svansen är tät täckt med hår och den har allmänt en mörkare ovansida. Huvudet är mera runt och liknar inte så mycket andra råttdjur utan mer sorkarnas huvud. I alla framtänder finns minst en tydlig ränna.
Födan utgörs främst av gräs och örter.
IUCN listar 15 arter i släktet och av dem klassificeras två som starkt hotad (EN), två som nära hotad (NT) och alla övriga som livskraftig (LC).

## Taxonomi
Arter enligt Catalogue of Life:
- Otomys anchietae
- Otomys angoniensis
- Otomys denti
- Otomys irroratus
- Otomys karoensis
- Otomys laminatus
- Otomys maximus
- Otomys occidentalis
- Otomys sloggetti (Myotomys sloggetti)
- Otomys tropicalis
- Otomys typus
- Otomys unisulcatus (Myotomys unisulcatus)

Wilson & Reeder (2005) listar ytterligare 9 arter i släktet:
- Otomys barbouri
- Otomys burtoni
- Otomys cuanzensis
- Otomys dartmouthi
- Otomys dollmani
- Otomys jacksoni
- Otomys lacustris
- Otomys orestes
- Otomys uzungwensis

Sedan 2011 godkäns:
- Otomys simiensis, populationen infogades innan i Otomys typus

Två arter av Otomys flyttas i denna avhandling till ett eget släkte, Myotomys.